# Délégation du gouvernement dans les îles Canaries
La délégation du gouvernement dans les îles Canaries est un organe du ministère de la Politique territoriale. Le délégué représente le gouvernement de l'Espagne dans la communauté autonome des îles Canaries.

## Structure

### Siège
Le siège de la délégation du gouvernement dans les îles Canaries se situe au 24 de la place de la Feria à Las Palmas de Gran Canaria sur l'île de Grande Canarie.

### Sous-délégations
Le délégué du gouvernement dans la communauté autonome des îles Canaries est assisté de deux sous-délégués du gouvernement et de cinq directeurs insulaires. Il existe une sous-délégation dans chacune des provinces :
- sous-délégation du gouvernement dans la province de Las Palmas (Plaza de la Feria, 24, 35003-Las Palmas de Gran Canaria) ;
  - direction insulaire à Lanzarote (Calle Blas Cabrera Felipe, 6, 35500-Arrecife) ;
  - direction insulaire à Fuerteventura (Calle Primero de Mayo, 64, 35600-Puerto del Rosario) ;
- sous-délégation du gouvernement dans la province de Santa Cruz de Tenerife (Calle Méndez Nuñez, 9, 38003-Santa Cruz de Tenerife) ;
  - direction insulaire à La Palma (Avenida Marítima, 2, 38700-Santa Cruz de la Palma) ;
  - direction insulaire à La Gomera (Plaza De las Américas, 2, 38800-San Sebastián de La Gomera) ;
  - direction insulaire à El Hierro (Calle De Dacío Darías, 103, 38900-Valverde).

## Titulaires
| Délégués | Délégués                     | Dates du mandat | Dates du mandat | Parti |
| -------- | ---------------------------- | --------------- | --------------- | ----- |
|          | Eligio Hernández Gutiérrez   | 25/07/1984      | 27/01/1990      | PSOE  |
|          | Anastasio Travieso Quintana  | 27/01/1990      | 18/05/1996      | PSOE  |
|          | Antonio López Ojeda          | 18/05/1996      | 24/04/2004      | PP    |
|          | José Segura Clavell          | 24/04/2004      | 02/02/2008      | PSOE  |
|          | Salvador García Llanos       | 02/02/2008      | 17/05/2008      | PSOE  |
|          | Carolina Darias              | 17/05/2008      | 02/04/2011      | PSOE  |
|          | Dominica Fernández Fernández | 02/04/2011      | 31/12/2011      | PSOE  |
|          | Carmen Hernández Bento       | 31/12/2011      | 14/11/2015      | PP    |
|          | Enrique Hernández Bento      | 14/11/2015      | 17/12/2016      | PP    |
|          | Mercedes Roldós              | 17/12/2016      | 19/06/2018      | PP    |
|          | Elena Máñez Rodríguez        | 19/06/2018      | 16/03/2019      | PSOE  |
|          | Juan Salvador León Ojeda     | 16/03/2019      | 12/02/2020      | PSOE  |
|          | Anselmo Pestana Padrón       | 12/02/2020      | En fonction     | PSOE  |